# Nicosia Nord
Nicosia Nord (in turco [Kuzey] Lefkoşa; in greco Βόρεια Λευκωσία?, Vóreia Lefkōsia) è la capitale della Repubblica di Cipro del Nord, autoproclamatasi nel 1983, nove anni dopo l'invasione Turca di Cipro; de iure, il territorio appartiene alla Repubblica di Cipro ed è parte integrante della città di Nicosia. Con 61 378 abitanti (dati 2011), è il centro più popoloso di Cipro del Nord.
Nicosia è una capitale divisa tra due entità statali diverse; la parte nord e la parte sud sono divise dalla Linea Verde e, in prossimità di tale confine, è operativa la missione UNFICYP delle Nazioni Unite. La Municipalità turca è sorta nel 1958, durante l'occupazione britannica.
La città è sede di due università: dal 1997 dell'Università internazionale di Cipro e dal 1988 dell'Università del Vicino Oriente.

## Geografia fisica
A differenza delle altre principali città cipriote, Nicosia non sorge sulla costa ma in posizione relativamente centrale nell'isola, all'interno della piana della Messaria, separata dal mare dalla catena montuosa del Pentadattilo. A causa della mancanza dell'influsso del mare, il clima della città in estate è estremamente caldo.

## Storia
Nicosia è stata fondata dai Greci provenienti dalla regione della penisola del Peloponneso, chiamata Acaia (in greco antico Ἀχαΐα, Acaia, Αχαΐα greco moderno), dopo la Guerra di Troia. Conosciuta come Ledra o Ledrae nei tempi antichi, la città fu sede dei re de Lusignano dal 1192.
Entrò a far parte della Repubblica di Venezia nel 1489; divenne parte dell'Impero ottomano a partire dal 1571.
Nel 1961, divenne la capitale della Repubblica di Cipro, divenuta indipendente dal Regno Unito.
A partire dal 1974, la città è divisa in due zone.

### Città divisa
Dopo il Colpo di Stato Greco-Cipriota e la susseguente invasione turca, entrambi nel 1974, la città è divisa in una zona sud amministrata dalla Repubblica di Cipro (greco-cipriota) e da una zona nord amministrata dalla cosiddetta Repubblica Turca di Cipro Nord. La linea di demarcazione tra le due zone è comunemente chiamata Green Line ("Linea verde", così chiamata dal colore del pennarello usato dall'ufficiale inglese che nel 1963 per primo ne tracciò il percorso su una carta di Nicosia) e si compone di fili spinati, guarnigioni militari e alcuni tratti di vero e proprio muro: tra le linee militari greco-cipriote e turco-cipriote vi è una terra di nessuno pattugliata dalla missione UNFICYP delle Nazioni Unite che ha il suo quartier generale nel Ledra Palace, un tempo il miglior albergo della città e ora checkpoint per il passaggio tra zona "greca" e zona "turca". Nicosia è l'ultima città europea divisa per le conseguenze di una guerra.

## Monumenti e luoghi d'interesse
Il più importante edificio della città è il Büyük Han, un caravanserraglio costruito a Nicosia dagli Ottomani nel XVI secolo.

## Sindaci della municipalità turca di Nicosia Nord

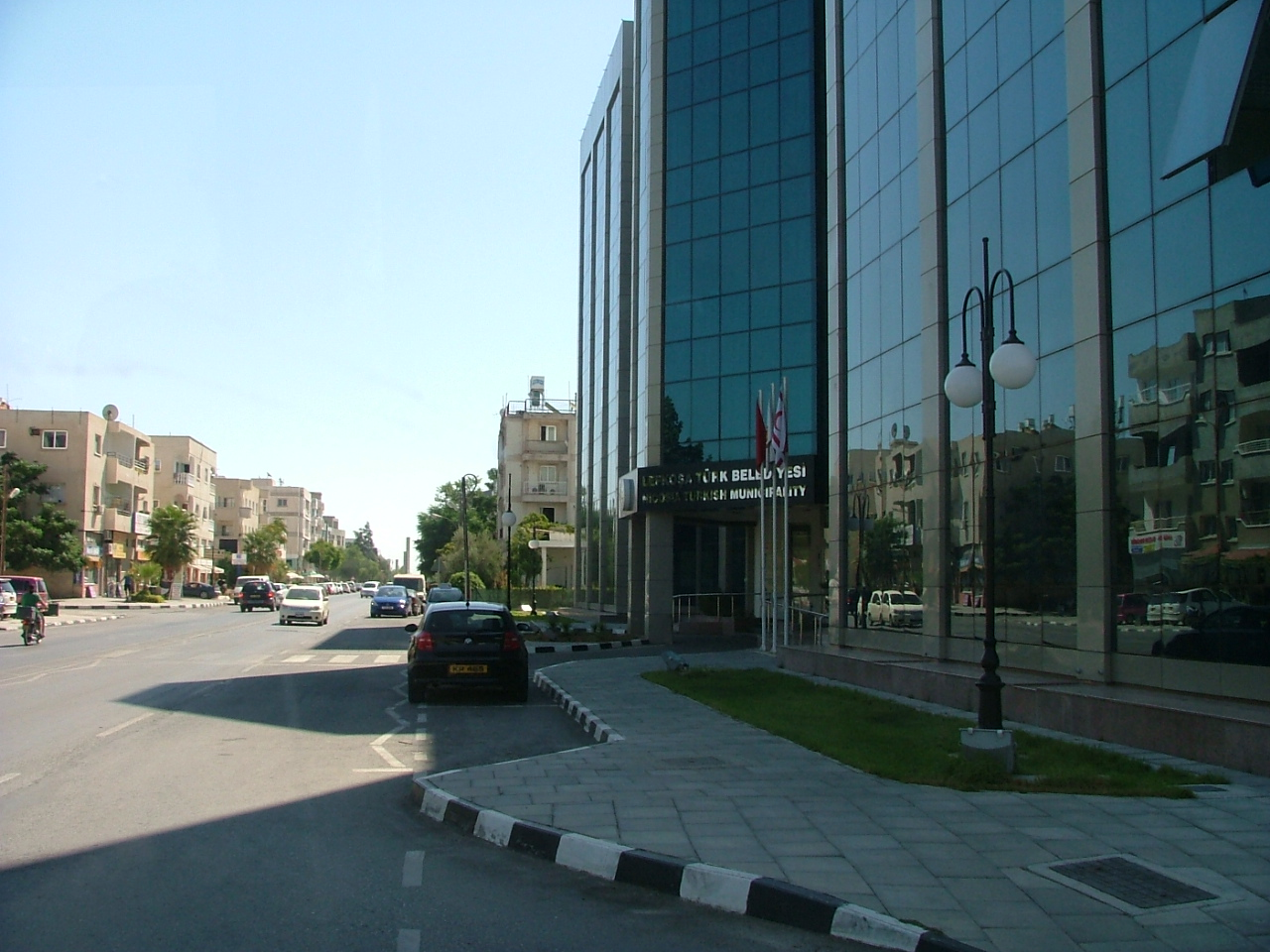
Il municipio di Nicosia Nord.

| Periodo | Periodo | Primo cittadino           | Partito                                  | Carica  | Note |
| ------- | ------- | ------------------------- | ---------------------------------------- | ------- | ---- |
| 1958    | 1961    | Tahsin Gözmen             |                                          | Sindaco |      |
| 1961    | 1962    | Cevdet Mirata             |                                          | Sindaco |      |
| 1962    | 1969    | Fuat Celalettin           |                                          | Sindaco |      |
| 1969    | 1976    | Ziver K. Bodamyalızade    |                                          | Sindaco |      |
| 1976    | 1990    | Mustafa Akıncı            | Partito Socialista di Liberazione        | Sindaco |      |
| 1990    | 1994    | Burhan Yetkili            |                                          | Sindaco |      |
| 1994    | 2002    | Şemi Bora                 |                                          | Sindaco |      |
| 1994    | 2002    | Şemi Bora                 | Partito Democratico                      | Sindaco |      |
| 2002    | 2006    | Kutlay Erk                | Partito Democratico                      | Sindaco |      |
| 2006    | 2014    | Cemal Metin Bulutoğluları | Partito Repubblicano Turco - Forze Unite | Sindaco |      |
| 2014    |         | Mehmet Harmancı           | Partito della Democrazia Socialista      | Sindaco |      |

## Galleria d'immagini

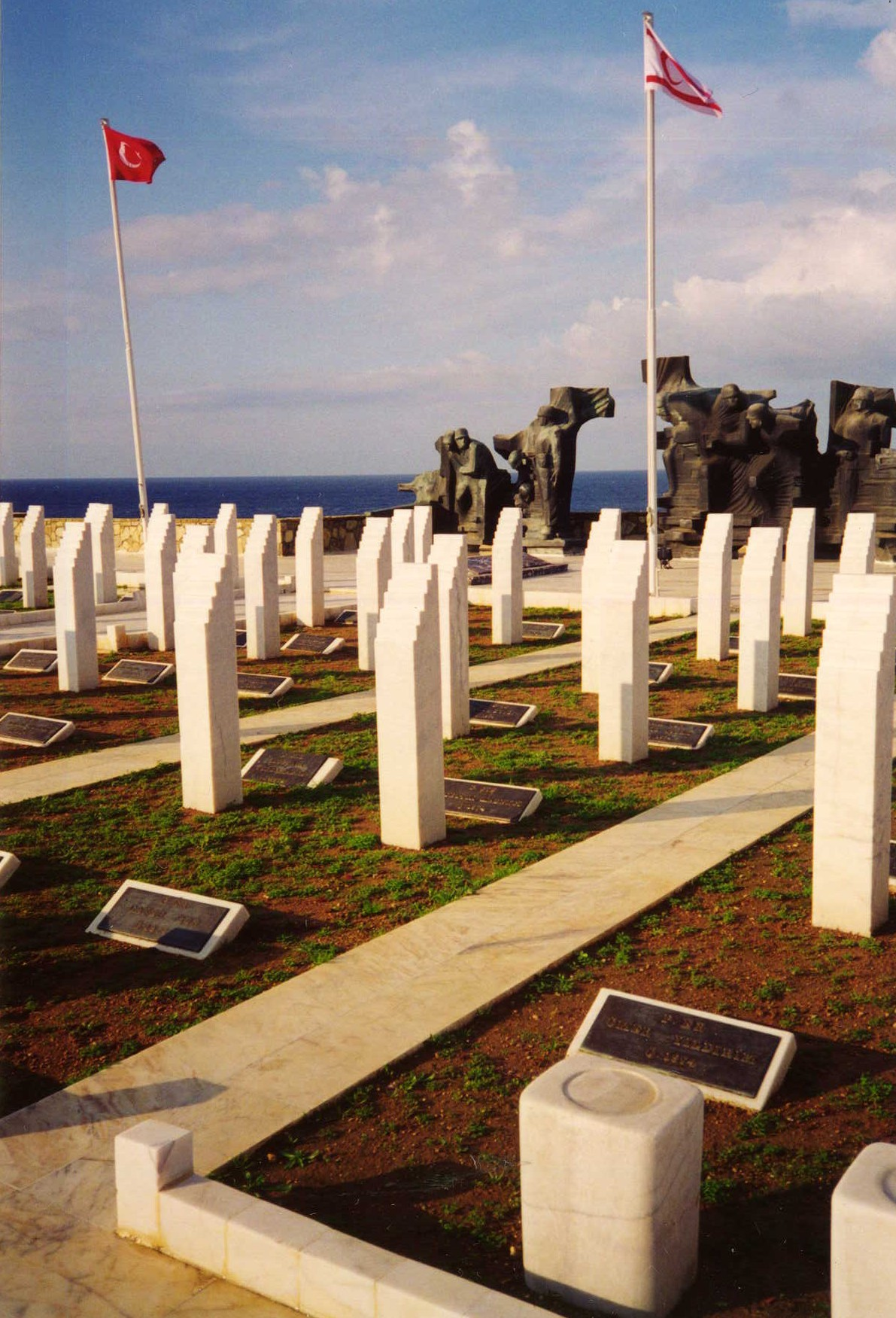
Monumento ai caduti dell'invasione (chiamata dai turchi "Operazione di pace") turca del 1974
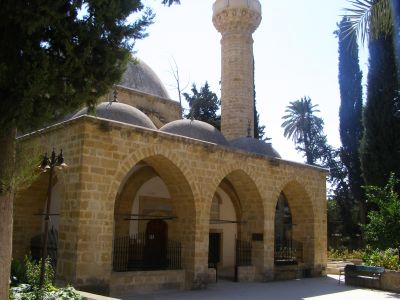
Moschea di Arab Ahmet Pasha
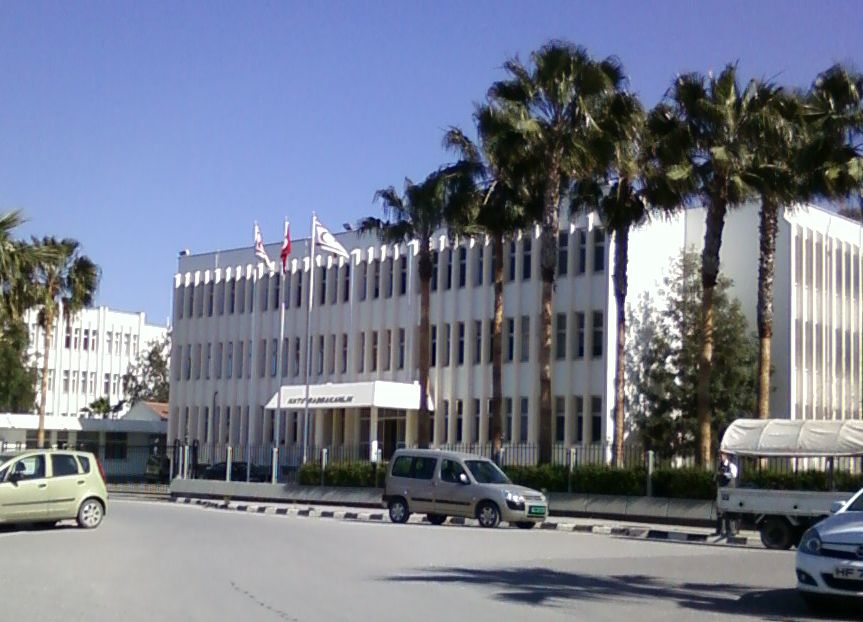
Palazzo del Primo Ministro
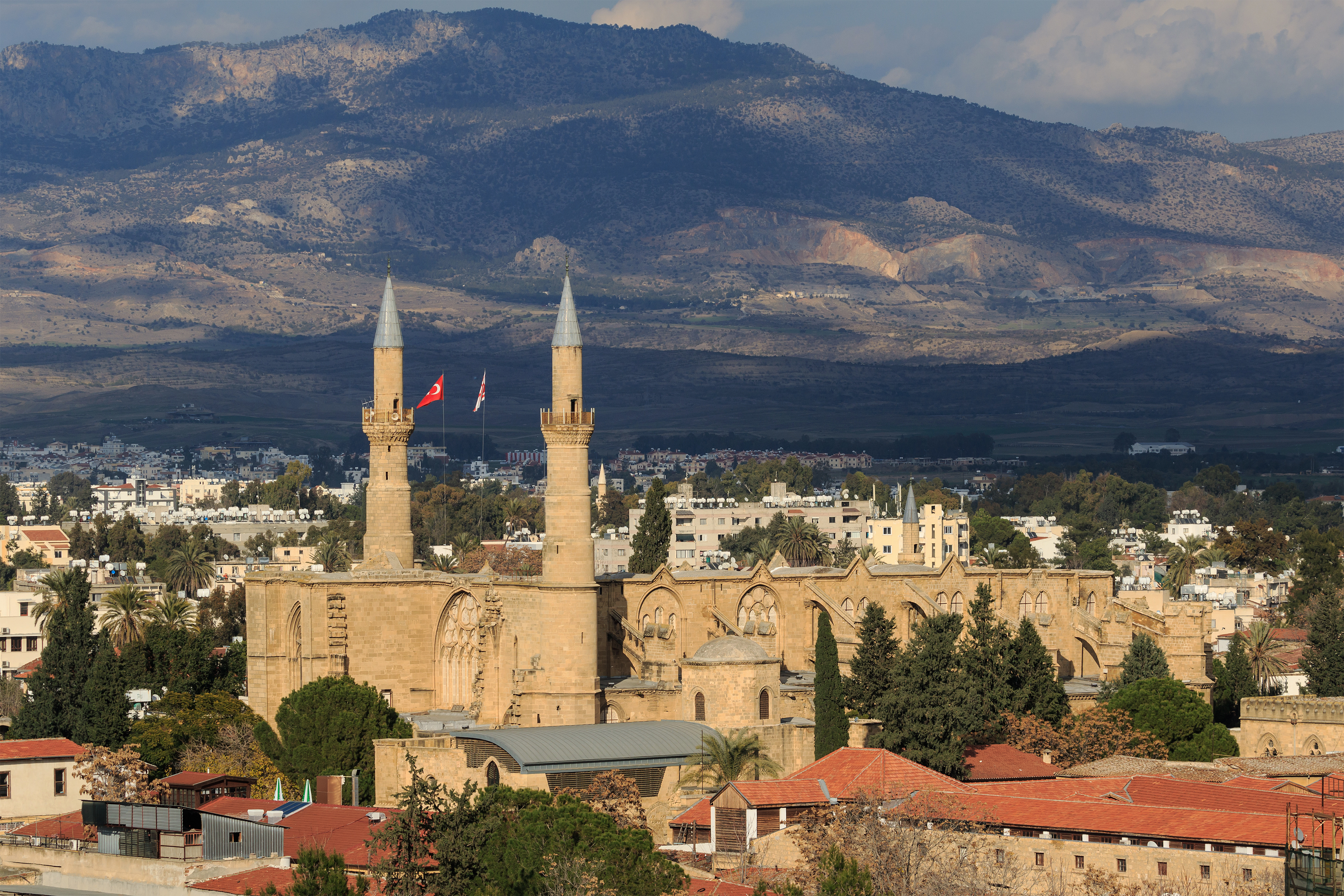
Moschea Selimiye (ex Cattedrale di Santa Sofia)
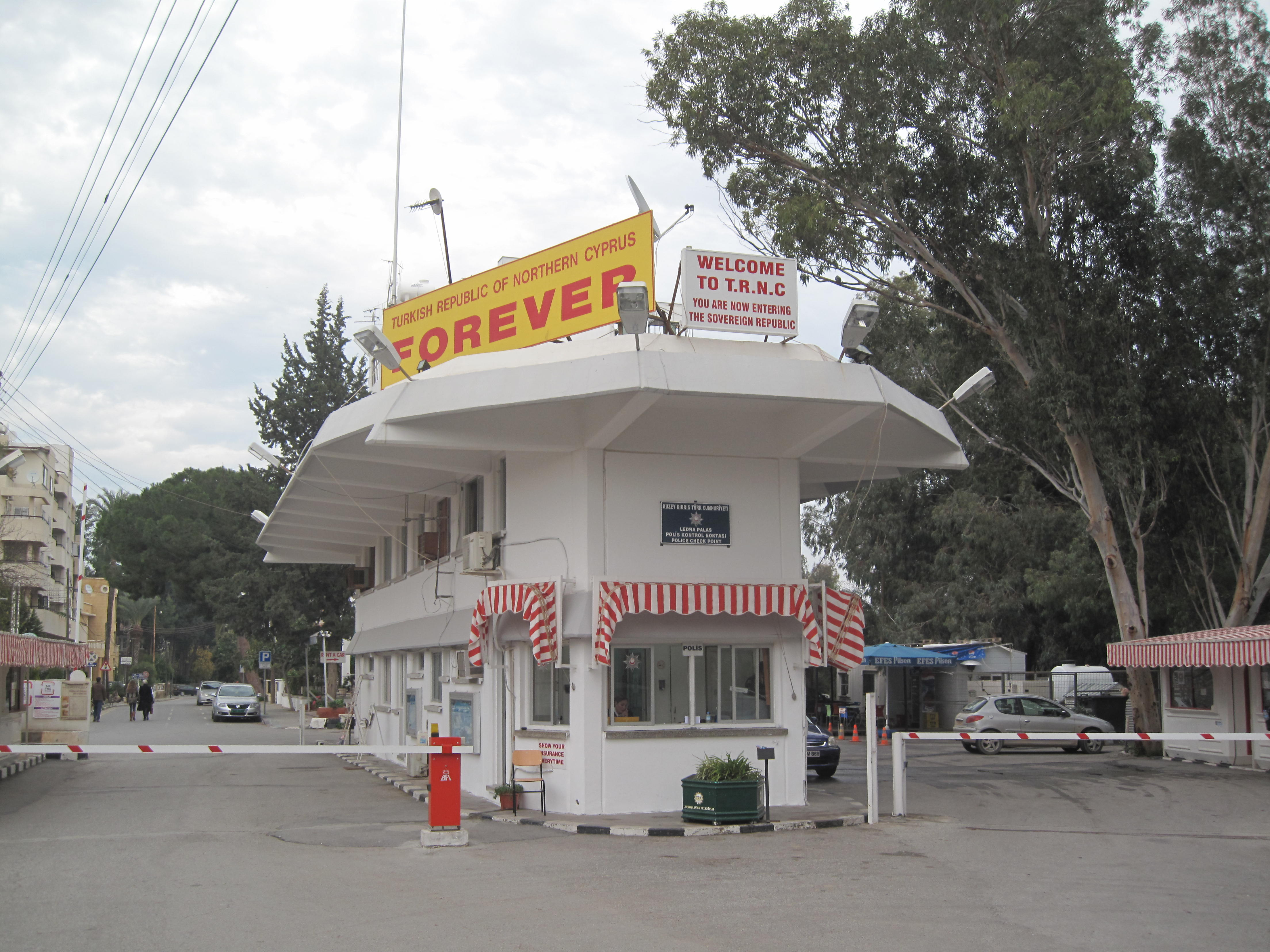
Posto di passaggio tra Nord e Sud della città sulla Green line